# Sherlock Holmes in Washington
Sherlock Holmes in Washington is een Amerikaanse film uit 1943, gebaseerd op het personage Sherlock Holmes. Het is de vijfde van de Sherlock Holmes-films met Basil Rathbone als Holmes en Nigel Bruce als Dr. Watson.

## Verhaal
Een Britse geheim agent die met een belangrijk document op weg is naar de Verenigde Staten, wordt vermoord. Holmes concludeert uit het bewijs dat de man het document bij zich had in de vorm van een microfilm, en vertrekt met Watson naar Washington D.C. om de moordenaar te vinden en het document terug te halen voor het in handen valt van een “internationale spionagebende”.
Voor zijn dood kon de agent de microfilm doorgeven aan een vrouw die op weg was naar Washington. Zij wordt nu doelwit van de vijandige spionnen. Chaos ontstaat wanneer de microfilm een paar keer van eigenaar wisselt. Uiteindelijk kunnen Holmes en Watson voorkomen dat de vrouw wordt vermoord, en de film terughalen.

## Cast
| Acteur         | Personage                              |
| -------------- | -------------------------------------- |
| Basil Rathbone | Sherlock Holmes                        |
| Nigel Bruce    | Dr. Watson                             |
| Marjorie Lord  | Nancy Partridge                        |
| Henry Daniell  | William Easter                         |
| George Zucco   | Heinrich Hinkel, alias Richard Stanley |
| John Archer    | Lt. Pete Merriam                       |

## Achtergrond
George Zucco was eerder al te zien als Professor Moriarty in The Adventures of Sherlock Holmes (1939). Henry Daniell speelde dit personage in de latere film The Woman in Green (1945).
De film bevat een van de zeldzame momenten waarin Rathbone een fout maakt in zijn tekst. Hij zegt op een bepaald moment "My Blodgings in Baker Street" in plaats van "My lodgings in Baker Street".